# Nystalea ocellata
Nystalea ocellata är en fjärilsart som beskrevs av Rothschild 1917. Nystalea ocellata ingår i släktet Nystalea och familjen tandspinnare. Inga underarter finns listade i Catalogue of Life.